# 1906 Naef
1906 Naef је астероид главног астероидног појаса са средњом удаљеношћу од Сунца која износи 2,373 астрономских јединица (АЈ).
Апсолутна магнитуда астероида је 12,7.